# Perdea

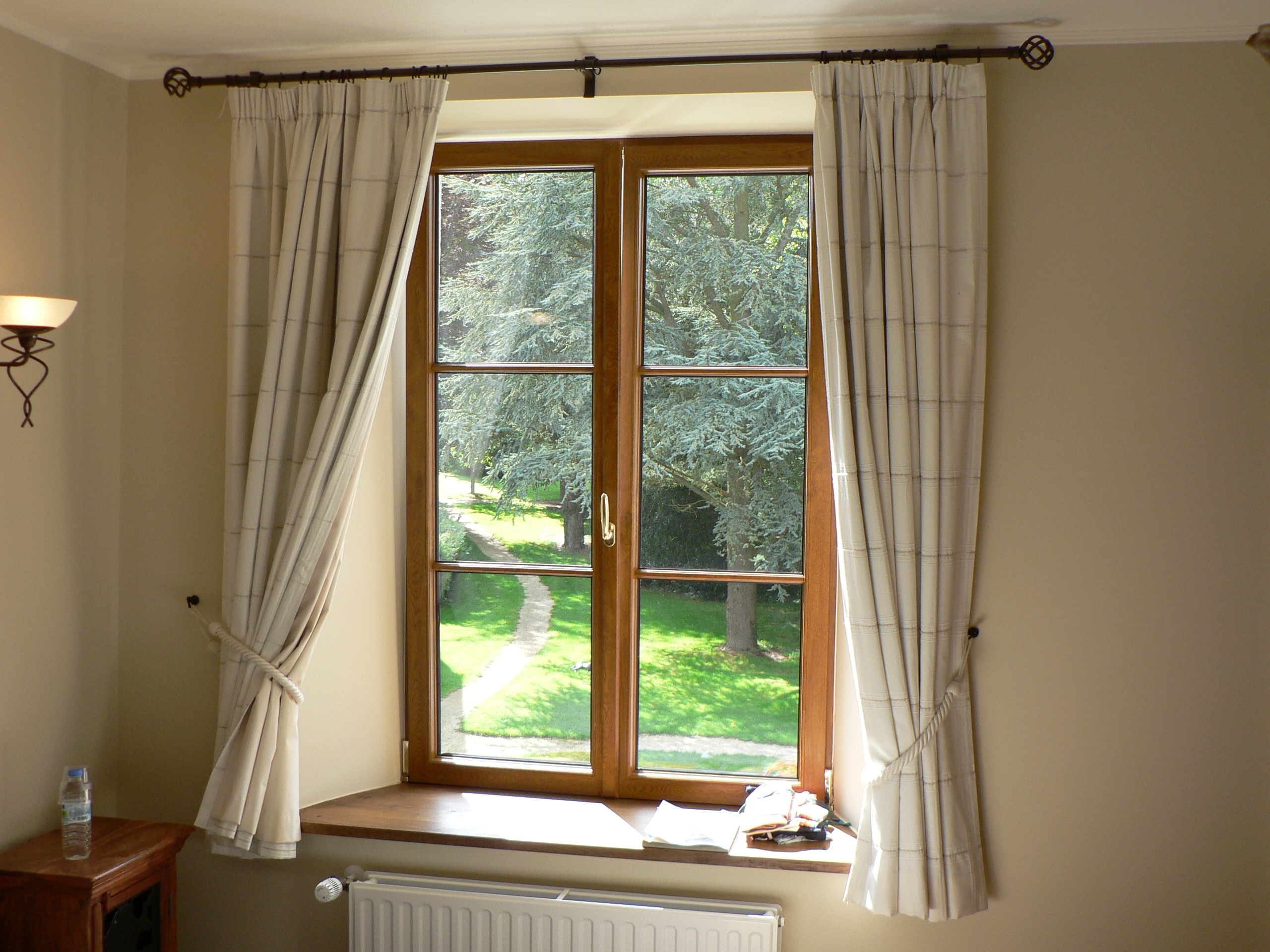
Fereastră cu perdelele trase la o parte

Perdeaua (din turcă perde) este un obiect confecționat dintr-un material textil (dantelă, pânză, voal) care se atârnă la ferestre și la uși. 

## Moduri de utilizare
Perdeaua este folosită la ferestre și ușii pentru a opri patrundărea luminii, pătrunderea insectelor, pentru a ascunde priviri în locu cu tare sau doar în scop decorativ. 
Poate fi și un obiect confecționat din șiraguri lungi și dese de mărgele atârnate în deschizătura unei intrări, în loc de ușă.
Materialele sintetice si sistemele mecanice de prindere, create in sec. XX, au simplificat instalarea si folosirea perdelelor.
Tot perdea se numește și materialul textil folosit la închiderea unui baldachin.

## Alte întrebuințări
Cu perdea = (care este exprimat, spus, făcut etc.) în mod discret, indirect, pe ocolite. Fără perdea = (care este exprimat, spus, făcut etc.) pe față, fără înconjur, în mod necuviincios, trivial. ♢ Expr. A avea perdea la ochi = a nu pricepe un lucru. A(-i) pune (cuiva) perdea (sau perdele) la ochi = a împiedica (pe cineva) să vadă lucrurile așa cum sunt; a înșela (pe cineva). A-i lua (cuiva) perdeaua de pe ochi = a face (pe cineva) să înțeleagă, să vadă clar. ♦  ♦ Spec. (Înv.) Draperia de la ușa de intrare în camera domnitorului sau a vizirului; p. ext. intrare; anticameră. Spec. (Înv.) Cortină. ♦ P. anal. Ceea ce acoperă vederea ca o perdea (1); fig. ceea ce împiedică înțelegerea unui lucru.